# Resolutie 1434 Veiligheidsraad Verenigde Naties
Resolutie 1434 van de Veiligheidsraad van de Verenigde Naties werd unaniem door de VN-Veiligheidsraad aangenomen op 6 september 2002, en verlengde de UNMEE-waarnemingsmissie in Eritrea en Ethiopië met een half jaar.

## Achtergrond
Na de Tweede Wereldoorlog werd Eritrea bij Ethiopië gevoegd als een federatie. In 1962 maakte keizer Haile Selassie er een provincie van, waarop de Eritrese Onafhankelijkheidsoorlog begon. In 1991 bereikte Eritrea na een volksraadpleging die onafhankelijkheid. Er bleef echter onenigheid over een aantal grensplaatsen. In 1998 leidde een grensincident tot een oorlog waarbij tienduizenden omkwamen. Pas in 2000 werd een akkoord bereikt en een 25 kilometer brede veiligheidszone ingesteld die door de UNMEE-vredesmacht werd bewaakt. Een gezamenlijke grenscommissie wees onder meer de stad Badme toe aan Eritrea, maar jaren later werd het gebied nog steeds door Ethiopië bezet.

## Inhoud

### Waarnemingen
De partijen hadden opnieuw toegezegd hun verbintenissen onder het gesloten vredesakkoord te zullen nakomen. Intussen had Eritrea 279 krijgsgevangenen vrijgelaten en Ethiopië werd aangespoord hetzelfde te doen.
Er was wel bezorgdheid gerezen over gerapporteerde grensincidenten en ontvoeringen van burgers aan beide zijden. Beide partijen werden opgeroepen hier een einde aan te maken en mee te werken aan UNMEE's onderzoek ernaar.

### Handelingen
De Veiligheidsraad:
1. Beslist het mandaat van UNMEE te verlengen tot 15 maart 2003.
2. Beslist verder regelmatig de gemaakte vooruitgang, waaronder de overdracht van grondgebied gedurende de grensafbakening, en de gevolgen voor UNMEE te bekijken.
3. Besluit actief op de hoogte te blijven.

## Verwante resoluties
- Resolutie 1398 Veiligheidsraad Verenigde Naties
- Resolutie 1430 Veiligheidsraad Verenigde Naties
- Resolutie 1466 Veiligheidsraad Verenigde Naties (2003)
- Resolutie 1507 Veiligheidsraad Verenigde Naties (2003)

Lijst ·  1387 ·  1388 ·  1389 ·  1390 ·  1391 ·  1392 ·  1393 ·  1394 ·  1395 ·  1396 ·  1397 ·  1398 ·  1399 ·  1400 ·  1401 ·  1402 ·  1403 ·  1404 ·  1405 ·  1406 ·  1407 ·  1408 ·  1409 ·  1410 ·  1411 ·  1412 ·  1413 ·  1414 ·  1415 ·  1416 ·  1417 ·  1418 ·  1419 ·  1420 ·  1421 ·  1422 ·  1423 ·  1424 ·  1425 ·  1426 ·  1427 ·  1428 ·  1429 ·  1430 ·  1431 ·  1432 ·  1433 ·  1434 ·  1435 ·  1436 ·  1437 ·  1438 ·  1439 ·  1440 ·  1441 ·  1442 ·  1443 ·  1444 ·  1445 ·  1446 ·  1447 ·  1448 ·  1449 ·  1450 ·  1451 ·  1452 ·  1453 ·  1454